# شاباز نابير
شاباز نابير مواليد 14 يوليو 1991، هو لاعب كرة سلة أمريكي يلعب مع فريق ميامي هيت في الرابطة الوطنية لكرة السلة ويحمل الرقم 13. يبلغ طوله 6 قدم 1 بوصة (1.9 م).

## فرق لعب لها
- ميامي هيت

## روابط خارجية
- شاباز نابير على موقع إن بي أي (الإنجليزية)
- شاباز نابير على موقع سبورتس رفرنس (الإنجليزية)
- شاباز نابير على موقع كرة السلة الأوروبية.كوم (الإنجليزية)
- شاباز نابير على موقع إي إس بي إن.كوم (الإنجليزية)
- شاباز نابير على موقع كلية كرة السلة في سبورتس رفرنس.كوم (الإنجليزية)
- شاباز نابير على موقع ريلجم (الإنجليزية)
- شاباز نابير على موقع بروبوليرز (الإنجليزية)
- شاباز نابير على موقع سبورتس رفرنس (الإنجليزية)
- شاباز نابير على موقع سبورتس رفرنس (الإنجليزية)